# Lijst van ridders
De onderstaande lijst bestaat gedeeltelijk uit fictieve personen.

## Paladijnen(100-900)?
- Roland
- Renaud de Monteban
- Olivier
- Ferumbras
- Alighieri
- Ganelon
- Astolpho
- Ogier de Deen
- Samson
- Alfonso
- Ivon
- Anséis
- Engelier
- Berengier
- Florismart
- Gerin
- Girard
- Ruggiero
- Bradamante vrouwelijke ruiter
- Doon de Mayence
- Naimon

## Kruistochten(1000-1300)
- Richard Leeuwenhart (3e Kruistocht)
- Godfried van Bouillon (1e Kruistocht)
- Boudewijn van Boulogne (1e Kruistocht)
- Boudewijn du Bourg (1e Kruistocht)
- Bohemund I van Antiochië (1e Kruistocht)
- Tancred (1e Kruistocht)
- Saladin (2e en 3e Kruistocht)
- Frederik Barbarossa (2e en 3e Kruistocht)
- Filips II van Frankrijk (2e Kruistocht)
- Stefanus II van Blois (1e Kruistocht)
- Raymond IV van Toulouse (1e Kruistocht)
- Reinoud van Châtillon (2e Kruistocht)
- Raymond III van Tripoli (2e en 3e Kruistocht)
- Guy van Lusignan (2e 3e Kruistocht)
- Lodewijk VII van Frankrijk (4e Kruistocht)
- Filips van de Elzas (2e Kruistocht)
- Hugo I van  Vermandois (1e Kruistocht)
- Robert Curthose (1e Kruistocht)
- Koenraad van Monferrato (3e Kruistocht)
- Frederik II (6e Kruistocht)
- Simon de Montfort (4e Kruistocht)
- Lodewijk IX van Frankrijk (7e en 8e Kruistocht)
- Eduard I van Engeland (9e Kruistocht)
- John Holcomb (1e kruistocht)
- Geraard van Ruddervoorde (2e Kruistocht)
- Hugo Le Pay's (1e Kruistocht)
- Raymond de Berenger (2e kruistocht)
- Rodrigo Díaz de Vivar (Reconquista) (1e Kruistocht)
- Bernhard von Horstmar (3e Kruistocht)

## Ridders ten tijde van deGuldensporenslag(1302)
- Gwijde van Namen
- Willem van Gulik
- Jan van Renesse
- Gijsbrecht IV van Amstel
- Pieter de Coninck
- Robert II van Artesië
- Jacob van Châtillon
- Godevaart van Brabant
- Rudolf van Nesle
- Gwijde van Nesle

## Ridders van de Ronde Tafel(middeleeuwse literaire figuren)
- Koning Arthur
- Lancelot
- Walewein
- Tristan
- Aglovale
- Agravaine
- Bedivere (Bedwyr)
- Bors
- Breunor
- Cador
- Caradoc
- Calogrenant
- Constantine III
- Dagonet
- Daniel van Blumendaal (?)
- Dinadan
- Ector
- Ector de Maris
- Elyan de Witte
- Erec
- Gaheris
- Galahad
- Gareth
- Gawain (Gawaine, Walganus, Balbhuaidh, Gwalchmai)
- Geraint
- Gingalain
- Griflet
- Hoel
- Kay (Cai, Caius)
- Lamorak
- Leodegrance,
- Lionel
- Lucan
- Maleagant,
- Mordred,
- Morholt
- Palamedes
- Pelleas
- Pellinore
- Parzival (Perceval, Peredur),
- Safir,
- Segwarides,
- Sir Tor
- Urien
- Ywain (Owain)
- Ywain o.b.a. Ywain de Bastaard

## Tempeliers
- Hugo van Payns
- Philippe de Milly
- Geraard van Ruddervoorde of Gerard de Ridefort
- Andre de Montbart
- Robert de Sablé
- Phillpe de Plessis
- Gilbert Erail
- Pierre de Saint-Romain
- Willem van Beaujeu
- Thibaud Gaudin
- Jacques de Molay

## Teutoonse ridders
- Heinrich Walpot von Bassenheim
- Koenraad von Thuringen
- Ulrich von Jungingen
- Poppo von Osterna
- Herman van Salza
- Hanno von Sangerhausen
- Burchard von Schwanden
- Karel van Trier
- Dietrich von Altenburg
- Koenraad von Erlichshausen
- Ludwig von Erlichshausen
- Friederich van Saxony

## Ridders van Malta (Maltezer Orde)
- Gerard Sasso
- Auger de Balben
- Gaston de Murols
- Roger de Moulins
- Geoffroy de Donjon
- Geoffroy le Rat
- Bertrand de Thessy
- Jean de Villiers
- Odon de Pins
- Maurice de Pagnac
- Robert de Juliac
- Jacques de Milly
- Guy de Blanchefort

## Johanniter Orde
- Raimond von Pay

## Diversen
- Allard van Buren
- Beowulf of Bulwyf
- William Wallace
- Robert I van Schotland
- Giuliano de' Medici
- Götz von Berlichingen
- Georg von Frundsberg
- Wolfram von Eschenbach
- Balian van Ibelin
- Franz von Sickingen
- Maarten van Rossum
- Francois De Guise
- James Hepburn (Bothwell)
- Lembitu van Lehola
- Gualdim Pais
- Ulrich von Liechtenstein
- Robert of Harling
- Edmund Verney
- Jan van Brienne
- William of Gellone

## Fictie
- Black Knight (Monty Python & The Holy Grail)
- Black Knight
- Black Knight I - Sir Percy of Scandia
- Black Knight II - Nathan Garrett
- Black Knight III - Dane Whitman
- Renauld de Montelban
- Don Quichot
- Dupre
- Floris van Rosemondt
- Garin de Monglane
- Guy van Gisburne
- Girart de Roussillon
- Godefroy de Papincourt, Comte de Montmirail (Les Visiteurs)
- Huon van Bordeaux
- Ivanhoe
- Ivanhoe, een ridder die absurde avonturen beleeft, uit de cursiefjes van Hugo Matthysen
- Ivor
- De Koene Ridder
- Arn Magnusson
- Maximo
- Prins Valiant
- Ramiro
- Red Knight
- Ridder Bauknecht
- Ridder Gloriant
- Ridder Roodhart
- Ridder Walder
- De Rode Ridder
- Roderick
- Stalker, the Soulless
- Adelbert Steiner
- White Knight